# Towd Lang
 (mai 2017).
Pour les articles homonymes, voir Lang.
Towd Lang (persan : تودلنگ) est un village de la province de Sistan-et-Baloutchistan en Iran. Lors du recensement de 2006, sa population était de 175 habitants répartis dans 30 familles.